# Ben Feringa
Bernard Lukas "Ben" Feringa (rođen 18. maja 1951) je sintetički organski hemičar, koji je specijalizovan u oblastima molekularne nanotehnologije i homogene katalize. On je Jakobus Henrikus van ’t Hofov profesor molekularne fizike, na Stratingovom institutu za hemiju, Univerziteta u Groningenu, Holandija, i akademijski profesor i predsedavajući odbora za Naučni odsek Kraljevske holandske akademije nauka. On je primio Nobelovu nagradu za hemiju 2016. godine, zajedno sa Frejzerom Stodartom i Žan-Pjer Sovaž‎‎om za rad na dizajnu i sintezi molekularnih mašina..